# Astronesthes quasiindicus
Astronesthes quasiindicus es una especie de pez de la familia Stomiidae en el orden de los Stomiiformes.

## Morfología
• Los machos pueden llegar alcanzar los 11,5 cm de longitud total.

## Hábitat
Es un pez de mar y de aguas  subtropicales que vive entre 100-2.000 m de profundidad.

## Distribución geográfica
Se encuentra al oeste de la Índico, el norte de Nueva Guinea y cerca de Hawái.